# Faro de Buenavista
Der Faro de Buenavista ist ein Leuchtturm im Nordwesten der Kanareninsel Teneriffa. Er steht 2,5 km nordöstlich der Stadt Buenavista del Norte und ist einer von zwei Leuchttürmen dieser Gemeinde. Der andere ist der Faro de Punta de Teno am westlichsten Punkt Teneriffas. Der Faro de Buenavista ist unter der internationalen Nummer D-2831.8 und der nationalen Nummer 12925 registriert und hat eine Reichweite von 20 Seemeilen.

## Geschichte und Architektur
Gemäß dem in der zweiten Hälfte der 1980er Jahre ausgearbeiteten Plan zum Ausbau der Befeuerung der kanarischen Küste wurden die 18 bestehenden Leuchttürme in den 1990er Jahren um neun weitere ergänzt. An der Nordküste Teneriffas entstanden im Auftrag der Hafenbehörde von Santa Cruz drei neue Türme an der Punta del Hidalgo, in Puerto de la Cruz und bei Buenavista del Norte. Der Faro de Buenavista wurde 1990/91 errichtet, aber erst 1997 in Betrieb genommen.
Der moderne Leuchtturm steht am Rande einer flachen Küstenebene, die von Bananenplantagen bedeckt ist. Er besteht aus einem viereckigen weißen Betonturm auf einem einstöckigen Gebäude, an dessen dem Meer zugewandter Seite sich eine Treppe mit rotem Geländer an einem ebenfalls weißen Kern in die Höhe windet. Die rotierende Optik aus drei Gruppen von vier Sealed-Beam-Lampen befindet sich oberhalb dieser Treppe.
Der Leuchtturm wird automatisch betrieben und ist für die Öffentlichkeit nicht zugänglich.

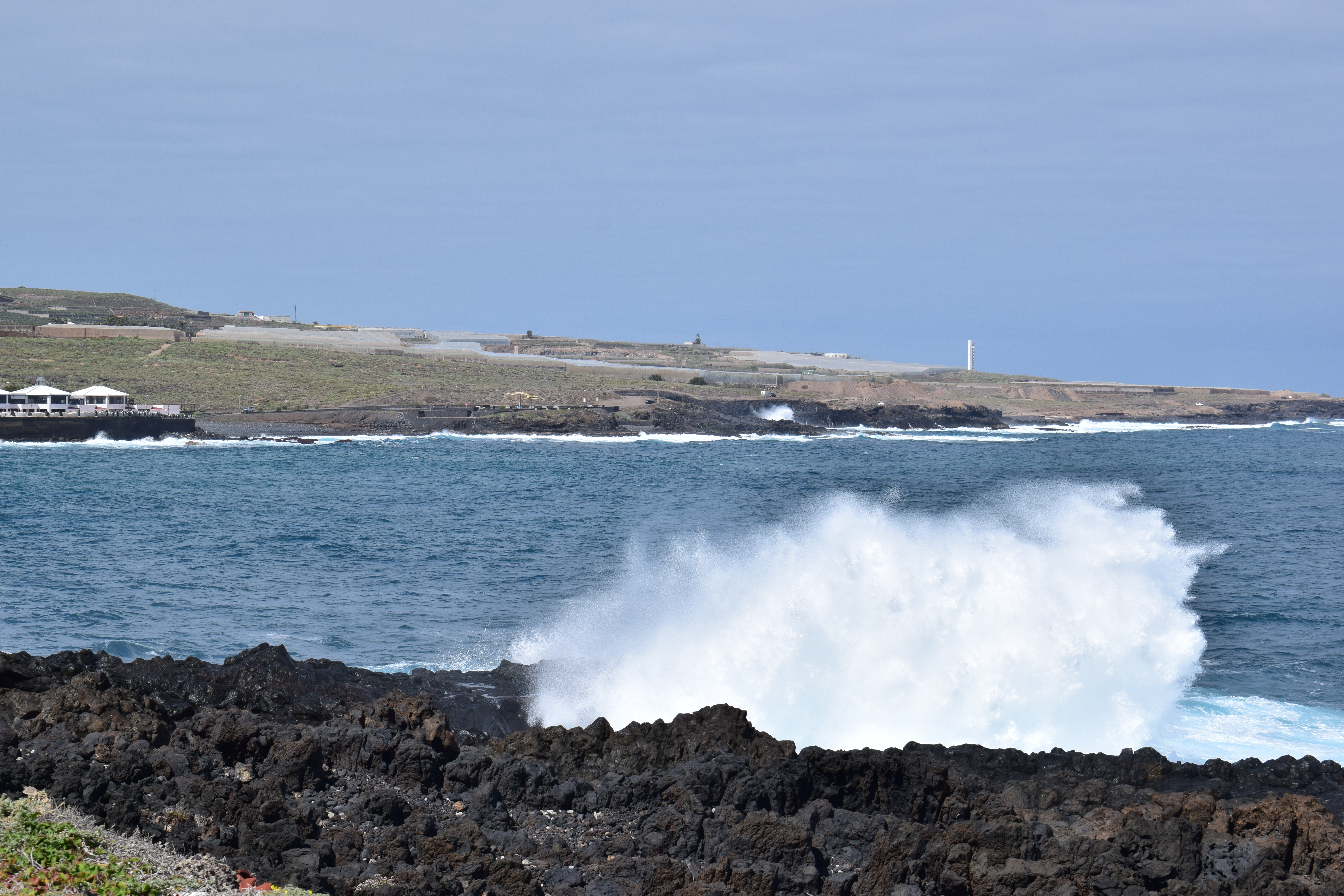
Lage des Leuchtturms, Blick von Südosten
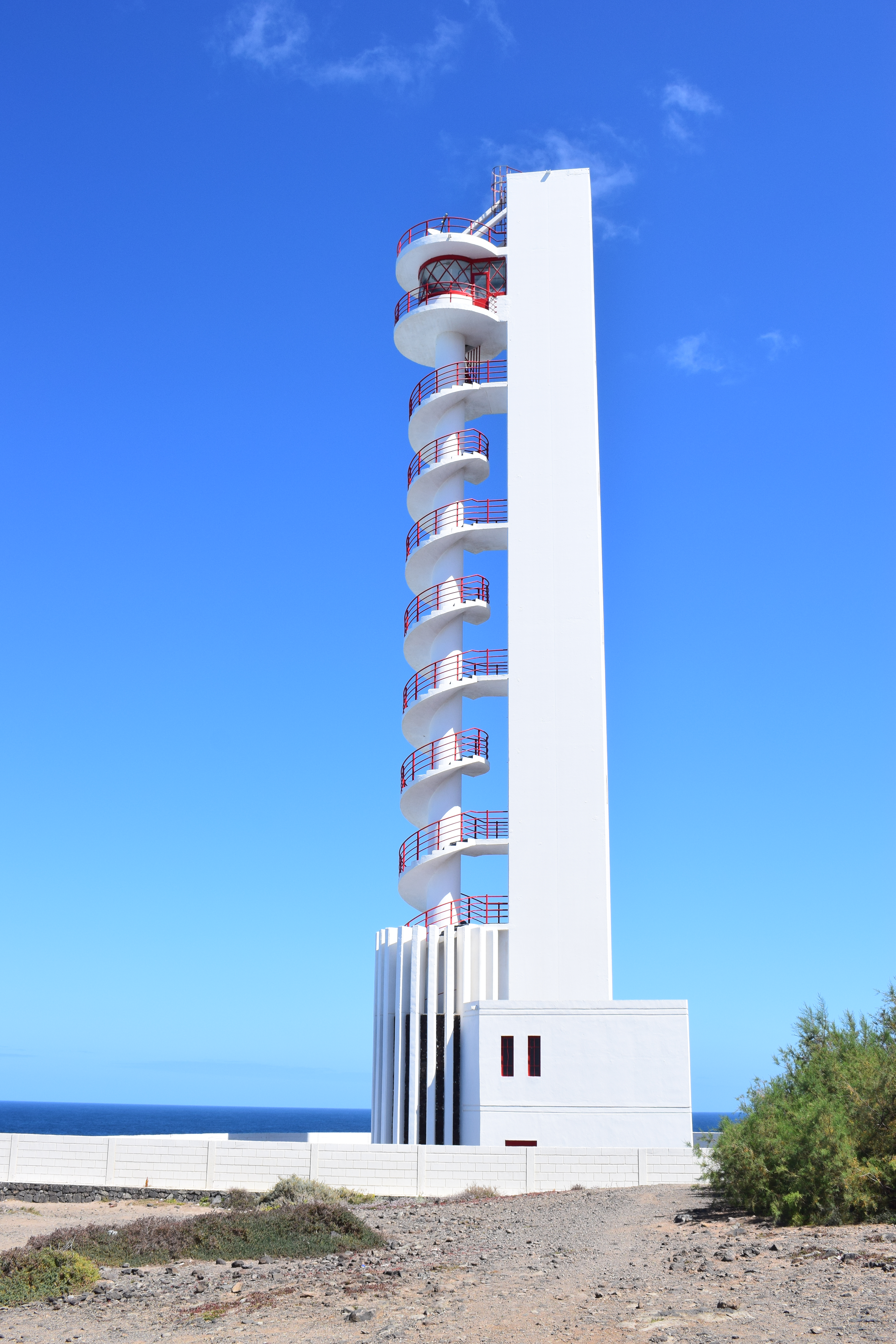
Der Leuchtturm
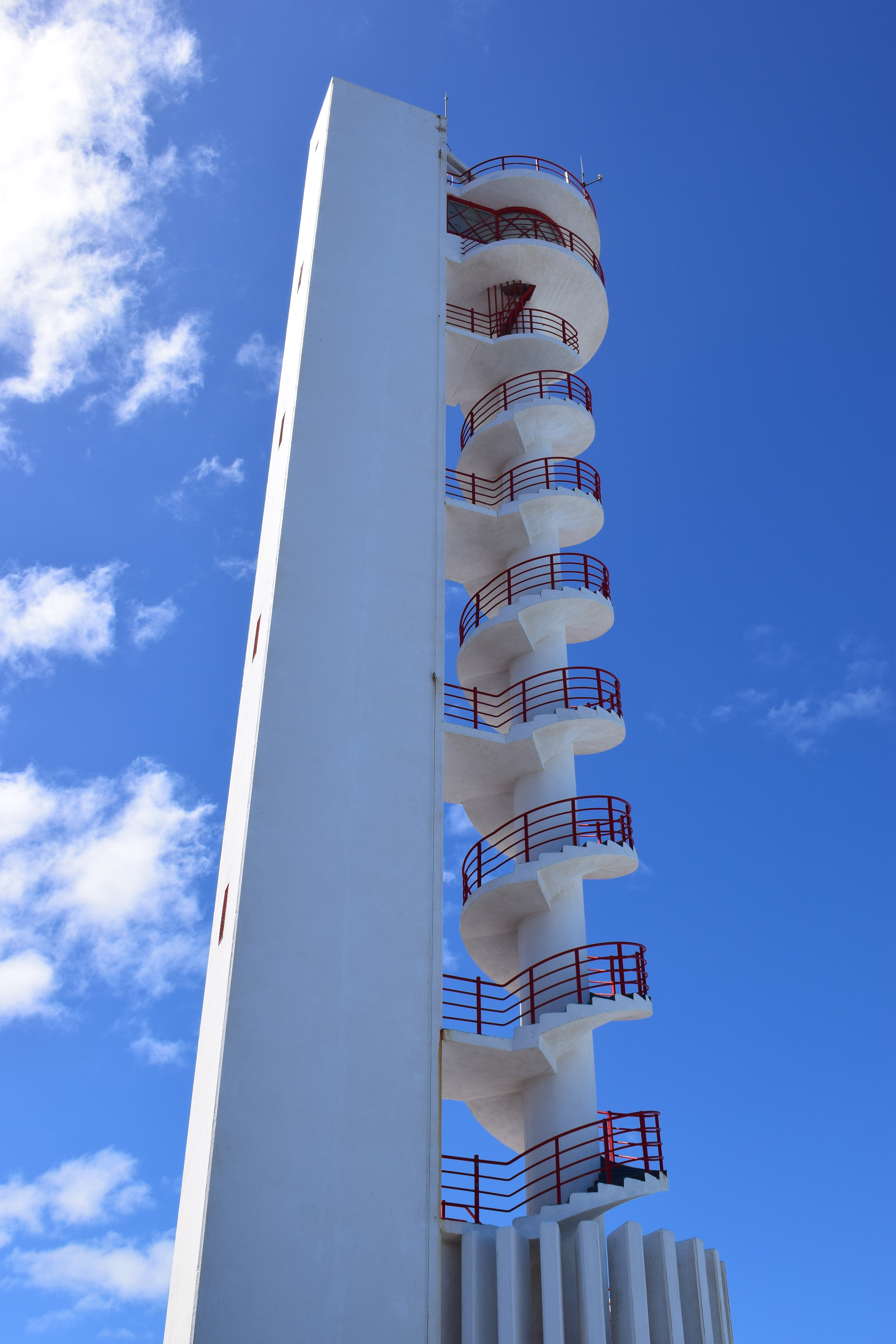
Detail
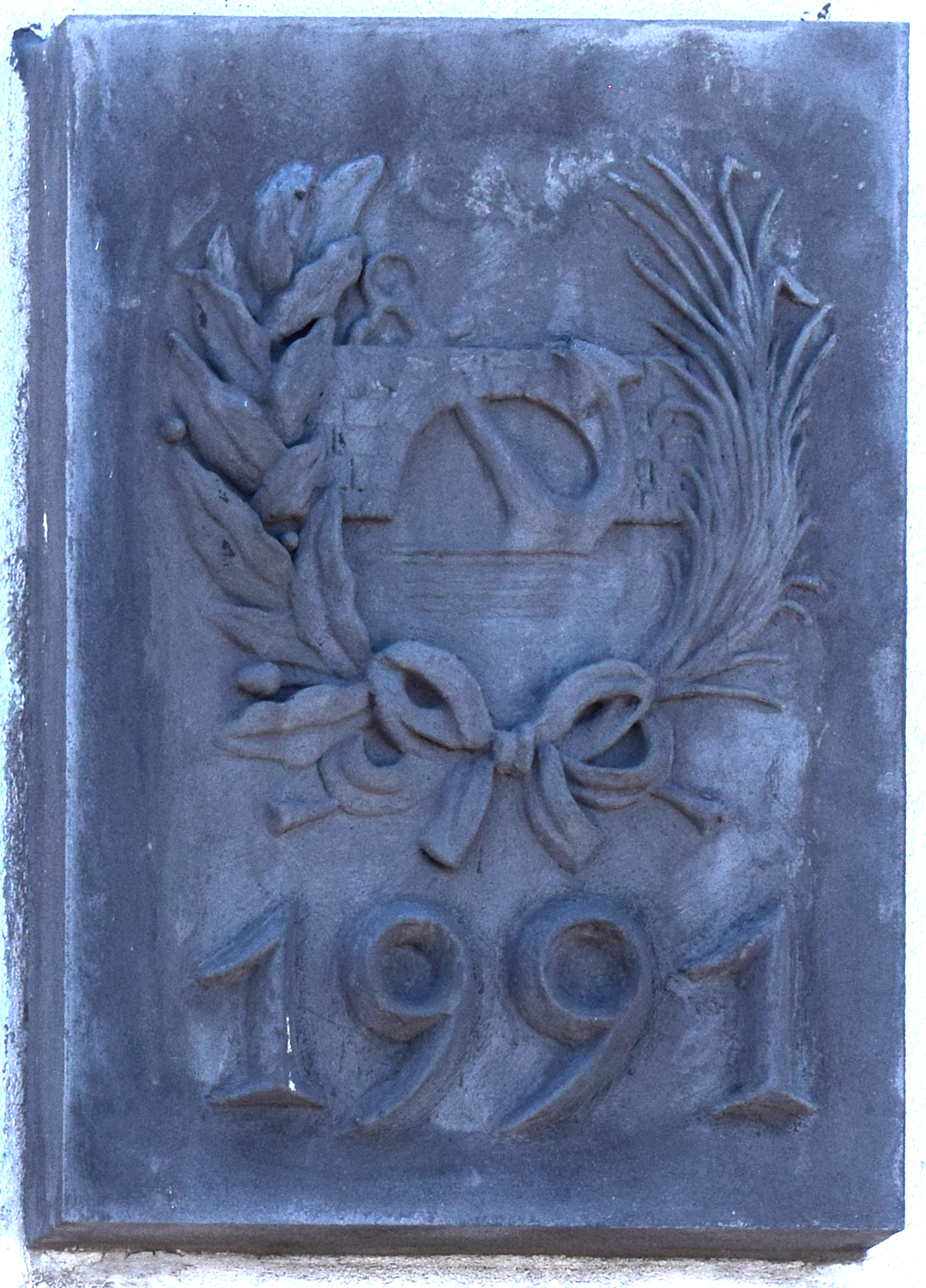
Plakette am Leuchtturm